# Campos de Sports de Ñuñoa
Los Campos de Sports de Ñuñoa (Campo de Deportes) fue un complejo deportivo ubicado en la comuna de Ñuñoa en la ciudad de Santiago, Chile. Su propietario fue la Pontificia Universidad Católica de Chile entre 1927 y 1938, en conjunto con el Club Deportivo Universidad Católica amateur hasta alrededor de 1934, y luego con el Club Deportivo Universidad Católica actual desde 1937. Fue el segundo recinto de propiedad de los cruzados, contemporáneo con el Estadio Universidad Católica, luego vendrían Independencia y San Carlos de Apoquindo.

## Historia
En 1910, la inquietud por contar con un Stadium Nacional era transversal entre amantes del deporte y el fútbol chileno. Ese interés era compartido por la Pontificia Universidad Católica, que desde entonces propone la construcción de los Campos de Sports. De acuerdo a lo informado en Centenario historia total del fútbol chileno: 1895-1995,  libro de Edgardo Marín, los terrenos donde funcionó el recinto fueron donados por José Domingo Cañas a la Universidad Católica, a través de un testamento. El mediador de esta operación fue el Arzobispado de Santiago, que tardó más de dos décadas en formalizar la transferencia del bien raíz. En el texto se da cuenta de concesiones vigentes del velódromo y el Club de Tenis de Ñuñoa.
El objetivo del legado fue la recreación de las sociedades benéficas de educación popular que el filántropo sostenía. La construcción del complejo deportivo contempló la creación de canchas de fútbol, tenis, un parque infantil, entre otras dependencias. Los terrenos se encontraban ubicados entre las actuales calles José Domingo Cañas con Campos de Deportes. La cancha de fútbol de este recinto deportivo tenía una distribución de este a oeste, al contrario de las normas actuales impuestas por la FIFA.
En 1924, la liga metropolitana, que contaba con el respaldo de la Asociación Chilena de Football, firmó un contrato para utilizar en forma permanente el estadio. En 1926, la administración del recinto estaba en manos de Roberto de la Maza, jefe de redacción deportiva en El Diario Ilustrado. De la Maza, otrora atleta y boxeador, deseaba convertir los Campos de Sports en un Estadio Nacional, con instalaciones para fútbol, atletismo, ciclismo, natación y boxeo. Como prueba de aquello, la Unión Ciclista de Chile llegó a un acuerdo con el administrador por la concesión de un terreno destinado a la construcción del velódromo.
El 30 de agosto de 1927, fue cedido como escenario de las competencias deportivas de los estudiantes de la PUC, agrupados en la Federación Deportiva UC. Este sería un antecedente de su traspaso oficial meses más tarde.

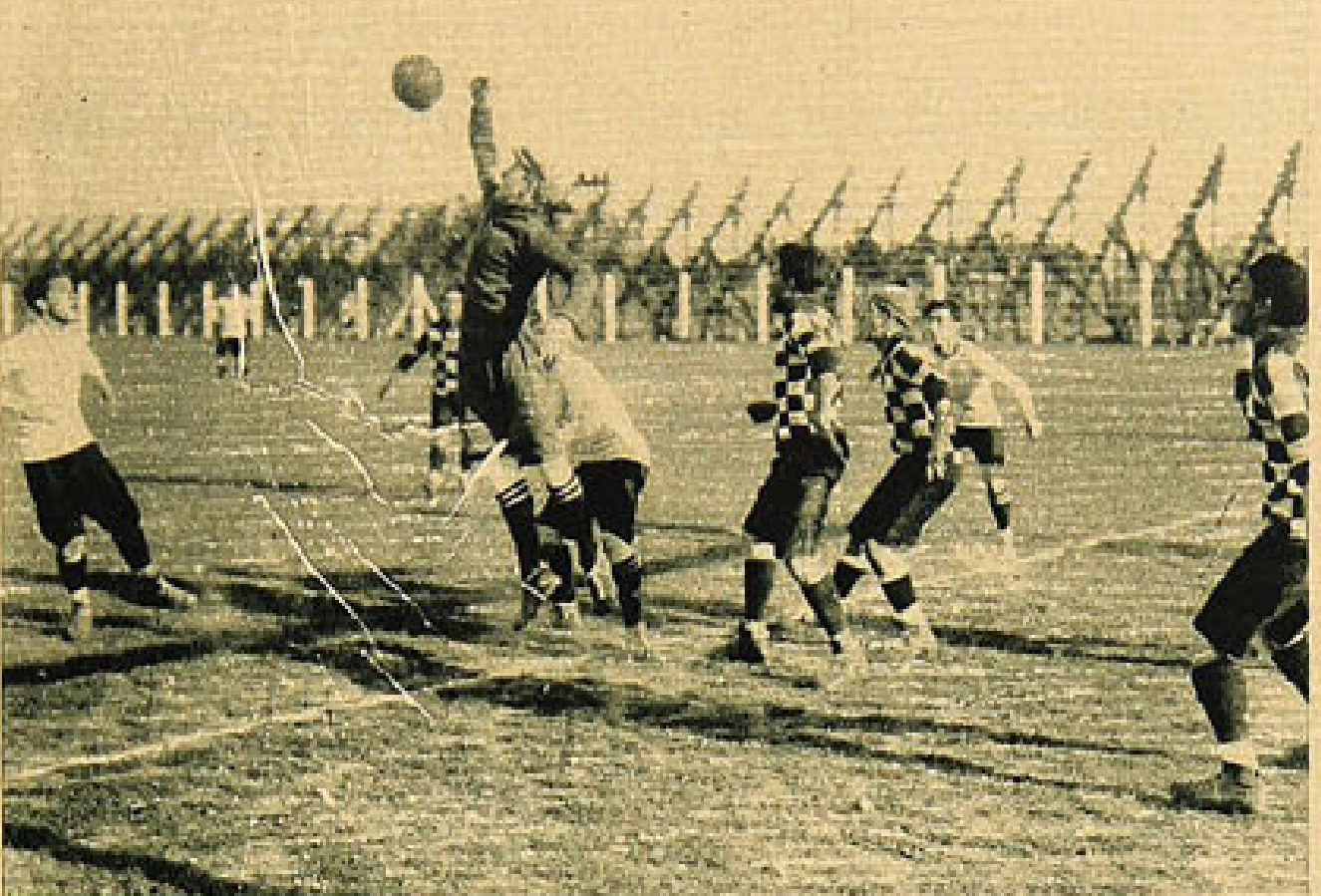
Delanteros de Universidad Católica atacando la portería visitante, torneo interuniversitario de 1928 en Campos de Sports de Ñuñoa.

El 11 de noviembre de 1927, los Campos de Sports de Ñuñoa se transformaron en propiedad de la Pontificia Universidad Católica de Chile y el Club Deportivo Universidad Católica amateur, y, por extensión, del Club Deportivo Universidad Católica, a partir de su fundación definitiva el 21 de abril de 1937, debido al vínculo entre la casa de estudios y el CDUC. Décadas más tarde, este lazo trajo consigo la obligatoriedad de desprenderse de otro recinto, el Estadio Independencia, para solventar las deudas de la casa de estudios.
En 1938 fue demolido, siendo reemplazado por el Complejo Deportivo del Estadio Nacional, actual Parque Estadio Nacional, ubicado en la proximidad.

## Remodelaciones
Como preparativos para el Campeonato Sudamericano 1926, se llevaron a cabo cambios en la infraestructura. El objetivo era conseguir un mayor aforo y avances en cuanto a la comodidad de los espectadores. Se construyeron graderías de la misma altura que las ya existentes de cemento, consiguiendo una capacidad adicional de 6 000 personas. Se habilitaron 2 400 localidades más en el sector occidente y otras tantas en el oriente. Sobre las tribunas de cemento, se instalaron palcos. En la pista de atletismo se dispuso de una platea con sillas removibles.
Con el paso del tiempo, se hicieron necesarias algunas obras en el recinto. La popularidad de los espectáculos futbolísticos y el auge del boxeo atraían concurrencias masivas. De acuerdo a publicaciones de la época, los espectadores invadían la cancha en forma esporádica. En 1933, se pintaron las paredes del recinto. En los terrenos aledaños se esparció gravilla para evitar la formación de fango en el invierno. En cuanto a reformas más significativas, se habilitaron nuevas boleterías y se trabajó en el cierre perimetral del recinto. Meses después, fue instalada una reja para separar las gradas del campo de juego.

## Partidos internacionales
En 1926, el césped del recinto ñuñoíno recibió a las delegaciones participantes en el X Campeonato Sudamericano, torneo que luego fue denominado Copa América.

### Campeonato Sudamericano 1926
| 12 de octubre de 1926                                                                                 | Chile                                                                        | 7:1 (4:0) | Bolivia     | Campos de Sports de Ñuñoa, Santiago                                           |                                                                               |
| | Ramírez 10' · Subiabre 14' · Arellano 15', 41', 80', 84' · Moreno 47' (g.o.) |           | 62' Aguilar | Asistencia: 8 560 espectadores Árbitro(s): Norberto Luis Gallieri (Argentina) | Asistencia: 8 560 espectadores Árbitro(s): Norberto Luis Gallieri (Argentina) |
| Primer triunfo de Chile en un partido oficial. Primer gol olímpico en la historia de la Copa América. |                                                                              |           |             |                                                                               |                                                                               |

| 16 de octubre de 1926 | Argentina                                            | 5:0 (4:0) | Bolivia | Campos de Sports de Ñuñoa, Santiago                                |                                                                    |
|                       | Cherro 9', 19' · Sosa 31' · Delgado 43' · Miguel 74' |           |         | Asistencia: 8 000 espectadores Árbitro(s): Aníbal Tejada (Uruguay) | Asistencia: 8 000 espectadores Árbitro(s): Aníbal Tejada (Uruguay) |

| 17 de octubre de 1926 | Chile               | 1:3 (0:2) | Uruguay                               | Campos de Sports de Ñuñoa, Santiago                                    |                                                                        |
|                       | Subiabre 65' (pen.) |           | 22' Borjas · 32' Castro · 55' Scarone | Asistencia: 11 152 espectadores Árbitro(s): Pedro José Malbrán (Chile) | Asistencia: 11 152 espectadores Árbitro(s): Pedro José Malbrán (Chile) |

| 20 de octubre de 1926                      | Argentina                                                                       | 8:0 (5:0) | Paraguay | Campos de Sports de Ñuñoa, Santiago                                  |                                                                      |
|                                            | Sosa 11', 32', 59', 87' · Cherro 16' · Delgado 40', 42' · Antonio de Miguel 52' |           |          | Asistencia: 3 000 espectadores Árbitro(s): Francisco Jiménez (Chile) | Asistencia: 3 000 espectadores Árbitro(s): Francisco Jiménez (Chile) |
| Peor resultado en la historia de Paraguay. |                                                                                 |           |          |                                                                      |                                                                      |

| 23 de octubre de 1926 | Paraguay                                                   | 6:1 (0:1) | Bolivia  | Campos de Sports de Ñuñoa, Santiago                                |                                                                    |
|                       | López 57', 81' · C. Ramírez 68', 72', 88' · P. Ramírez 76' |           | 15' Soto | Asistencia: 2 000 espectadores Árbitro(s): Aníbal Tejada (Uruguay) | Asistencia: 2 000 espectadores Árbitro(s): Aníbal Tejada (Uruguay) |

| 24 de octubre de 1926 | Uruguay                 | 2:0 (1:0) | Argentina | Campos de Sports de Ñuñoa, Santiago                                 |                                                                     |
|                       | Borjas 22' · Castro 73' |           |           | Asistencia: 15 000 espectadores Árbitro(s): Miguel Barba (Paraguay) | Asistencia: 15 000 espectadores Árbitro(s): Miguel Barba (Paraguay) |

| 28 de octubre de 1926 | Uruguay                                     | 6:0 (4:0) | Bolivia | Campos de Sports de Ñuñoa, Santiago                                       |                                                                           |
|                       | Scarone 9', 12', 28', 39', 81' · Romano 67' |           |         | Asistencia: 8 000 espectadores Árbitro(s): Juan Pedro Barbera (Argentina) | Asistencia: 8 000 espectadores Árbitro(s): Juan Pedro Barbera (Argentina) |

| 31 de octubre de 1926                                     | Chile        | 1:1 (1:0) | Argentina     | Campos de Sports de Ñuñoa, Santiago                                |                                                                    |
|                                                           | Saavedra 25' |           | 87' Tarasconi | Asistencia: 7 179 espectadores Árbitro(s): Miguel Barba (Paraguay) | Asistencia: 7 179 espectadores Árbitro(s): Miguel Barba (Paraguay) |
| Con este resultado Uruguay se proclamó campeón sin jugar. |              |           |               |                                                                    |                                                                    |

| 1 de noviembre de 1926 | Uruguay                                                | 6:1 (3:0) | Paraguay                  | Campos de Sports de Ñuñoa, Santiago                                   |                                                                       |
|                        | Castro 16', 23', 32', 72' · Saldombide 47', 82' (pen.) |           | 58' (pen.) Fleitas Solich | Asistencia: 12 000 espectadores Árbitro(s): Francisco Jiménez (Chile) | Asistencia: 12 000 espectadores Árbitro(s): Francisco Jiménez (Chile) |

| 3 de noviembre de 1926 | Chile                                     | 5:1 (2:1) | Paraguay        | Campos de Sports de Ñuñoa, Santiago                                |                                                                    |
|                        | Arellano 21', 64', 71' · Ramírez 42', 82' |           | 40' Vargas Peña | Asistencia: 6 067 espectadores Árbitro(s): Aníbal Tejada (Uruguay) | Asistencia: 6 067 espectadores Árbitro(s): Aníbal Tejada (Uruguay) |

## Partidos de clubes
El 19 de noviembre de 1927, la Universidad Católica enfrentó al Club Universidad de Chile, fundado meses antes, en un antecedente del Clásico universitario. En el encuentro de fútbol, que sucedió en la jornada a las pruebas de atletismo, se disputó una copa por el Día de la Universidad Católica. El triunfo fue para los cruzados por 2:0. Tres años más tarde, las facultades de la PUC se enfrentaron en el Campeonato de Apertura de la Federación UC, siendo finalistas Politécnico y Agronomía.  En la definición, Politécnico ganó 2:0.
En 1933, se disputó la primera definición de la División de honor. En dicho partido, Magallanes se impuso a Colo-Colo por 2:1. Fue el primer encuentro del fútbol chileno en ser transmitido en directo.
Adicionalmente, se disputaron en el reducto las finales del Campeonato de Apertura de Chile 1933, 1934 y 1938. El 7 de agosto de ese año, se enfrentaron Colo-Colo y Universidad de Chile por primera vez en la máxima categoría, encuentro que sería considerado el Clásico del fútbol chileno tras exacerbar su rivalidad en la década del ochenta.

## Otros deportes

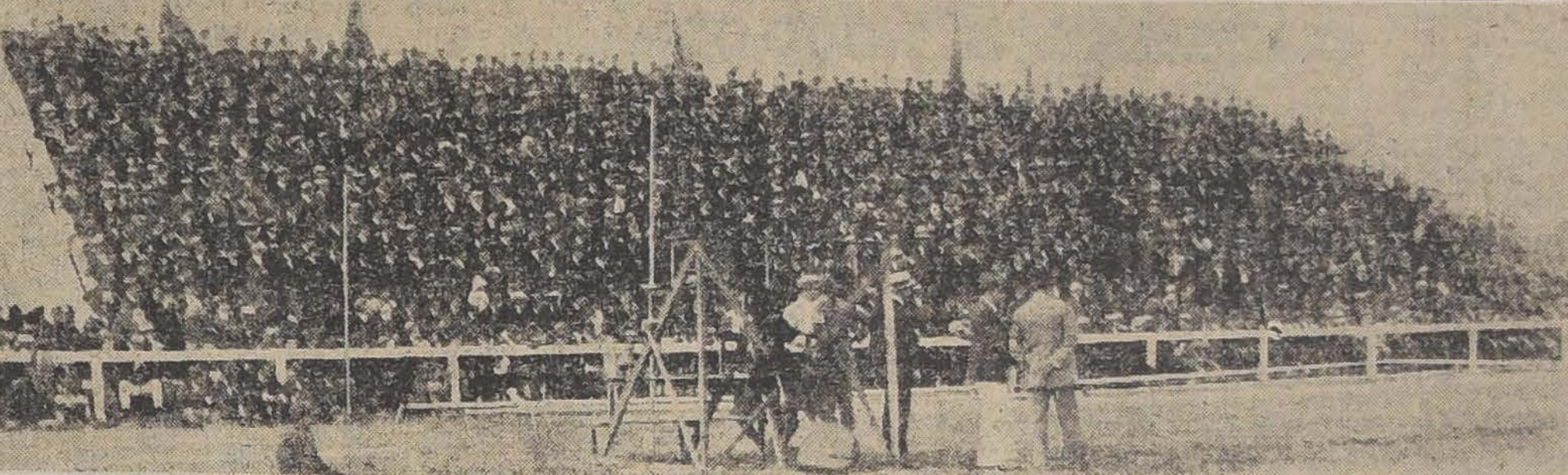
Parte del público asistente al Campeonato Sudamericano de Atletismo de 1920.

Fue escenario del Campeonato Sudamericano de Atletismo de 1920 (II), en el cual resultó ganador Chile, y 1927 (V), con desenlace favorable para el representativo de Argentina. En este último evento surgió el grito coreado ceacheí. En esta misma disciplina, destaca el desafío entre los maratonistas Juan Jorquera y Alfonso Sánchez el 17 de abril de 2021, espectáculo deportivo que congregó 21 000 espectadores.
El estadio también fue el recinto elegido para las veladas de boxeo más concurridas de la época en Chile. El 11 de marzo de 1923, se disputó el Campeonato Sudamericano de peso ligero entre el uruguayo Julio César Fernández y el chileno Luis Vicentini, con resultado favorable para el boxeador local. Al año siguiente, el 18 de mayo, Pablo Suárez y Duque Rodríguez disputaron el Campeonato de Chile de peso medio, con triunfo por puntos para Duque Rodríguez. El 26 de octubre de 1930, con un cuadrilátero instalado sobre la cancha, Campos de Sports fue el recinto de la pelea más importante en la historia este deporte en Chile. Estanislao Loayza enfrentó a Luis Vicentini ante 100 000 espectadores, que atestiguaron el triunfo del púgil iquiqueño.

## Velódromo
El complejo deportivo incluía un velódromo inaugurado en octubre de 1927, donde se realizaron torneos oficiales de la Unión Ciclista de Chile, actividades de los clubes asociados y competiciones internacionales.